# Mike Süsser

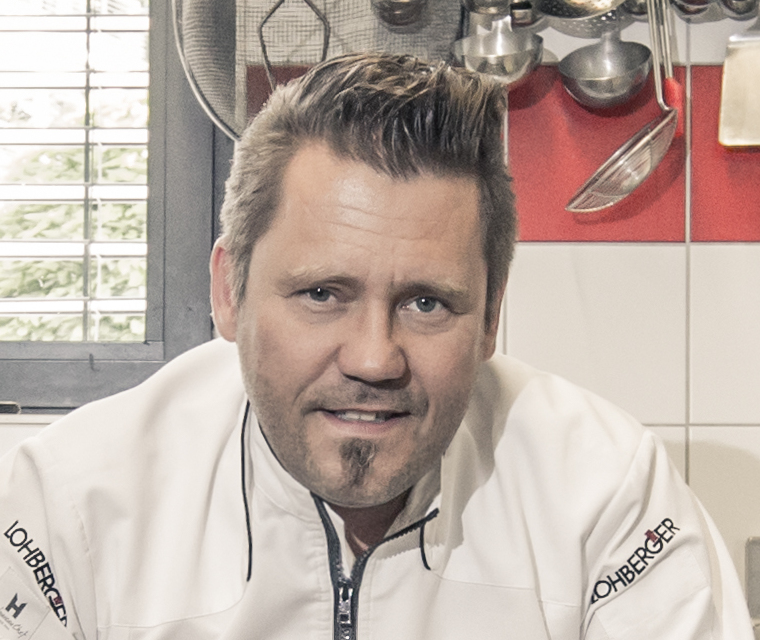
Mike Süsser (2014)

Mike Süsser (* 8. Januar 1971 in Itzehoe) ist ein deutscher Koch, Küchenmeister, Kochbuchautor und Fernsehkoch.

## Leben
Süsser wuchs in Burg im Kreis Dithmarschen auf. 1986 begann Süsser eine Ausbildung zum Matrosen. Mangels Eignung für die seemännischen Tätigkeiten setzte man ihn nach kurzer Zeit nur noch in der Kombüse ein. Die Matrosenausbildung brach er ab und absolvierte zwischen 1987 und 1990 seine Kochausbildung im Hotel-Restaurant Zum Aussichtsturm in seinem Heimatort. Nach seiner Ausbildung arbeitete er in Zermatt und in den USA (Minneapolis). Anschließend führte er in seiner Heimat fünf Jahre das Lokal Burger Kate. Danach verließ Süsser Deutschland und arbeitete unter anderem in Davos. Es folgten Stationen in München, Spanien (Fuerteventura), in Portugal (Madeira) und auf Kreuzfahrtschiffen. 2000 zog Süsser nach Österreich, wo er im Restaurant Zum Buberlgut in Salzburg als Küchenchef arbeitete. 2001 wurde er Corporate Executive Chef für Qimiq, einem Hersteller von Convenience Produkten in Salzburg, und war zuständig für die Kreuzfahrtindustrie.
2004 gründete Süsser die „Part of the Crew“-Kochschule in Scharnstein im Almtal. 2009 wandelte er sein Unternehmen in die MI. T Gastro Management GmbH mit Sitz in Scharnstein um. Schwerpunkte des Unternehmens sind Consulting, Gastro-Events, Moderationen und Fernsehen.
Süsser hat zwei jüngere Brüder. Er war einmal verheiratet und hat aus dieser Ehe einen Sohn.

## Fernsehen
Seit Juni 2009 war Süsser zusammen mit Frank Oehler, Andreas Schweiger und seit September 2010 auch mit Ole Plogstedt im TV-Format „Die Kochprofis – Einsatz am Herd“ auf RTL II zu sehen, welches er Anfang 2014 in Folge 242 nach rund 140 Folgen verließ. Ab 2013 führte Mike Süsser durch die Sendung "Mein Lokal, Dein Lokal – der Profi kommt!" auf Kabel Eins. Dabei hat er über 1400 Folgen des kulinarischen Wettstreits betreut, die zumeist in Regionen oder Städten in Deutschland stattfanden. Zum Jahresende 2024 verließ er die Sendung.
2014 moderierte Süsser die Sendung Küchenkönigin auf Sixx und von 2014 bis 2017 die Rubrik „Süsser am Morgen“ im Morgenmagazin auf Servus TV.
2019 war Süsser Gast in der Realityshow „Konny goes Wild“, wo er mit Konny Reimann auf einem Survival-Trip durch Südafrika marschierte.
Seit Februar 2025 ist er neben Robin Pietsch und Felicitas Then in der Neuauflage von MasterChef auf Sport1 zu sehen.

## Filmografie
- 2013–2024: Mein Lokal, Dein Lokal[6] (Kabel Eins)
- 2014–2017: Süsser am Morgen (ServusTV)
- 2009–2014: Die Kochprofis (RTL II)
- 2010–2012: Süsser am Samstag (LT1)
- 2013: Küchenkönigin (Sixx)
- 2016: Promis am Herd (2 Pilotfolgen; RTL II)
- 2017: My Kitchen Rules, in Deutschland: „Meine Küche rockt“ (RTL II)
- 2017: Gekauft, gekocht, gewonnen – Die Einkaufsrallye (Kabel Eins)
- 2017: Promis am Herd (RTL II)
- 2017–2019: Die Kochprofis (RTL II)
- 2018: Konny Goes Wild! (RTL II)
- 2025: MasterChef Germany (Sport1)

## Autor / Kolumnist
- 2007 „Meister Kochen mit Leidenschaft“ (Co-Autor)
- 2008 „Kulinarischer Report des deutschen Buchhandels 2008-2009“, Kornmayer Verlag (Co-Autor)
- 2008 „Aufgegabelt“, AV Buch Verlag (Autor)
- 2013 „Süsser was kochen wir heute“, AT Verlag (Autor)
- 2013 „Das 1x1 des Kochens –  Kochprofis - Unsere Kochschule“, Tre Tori Verlag (Co-Autor)
- 2013 „Die Freude am Genießen“, Pro Futura Verlag (Vorwort)
- 2013 „Neue Geschmackswelten entdecken“, isi GmbH (Co-Autor)
- 2015 und 2016 Kolumnist in der Falstaff & Hogast Karriere
- seit 2015 Kolumnist bei www.gutekueche.at[7]
- seit 2015 Kolumnist 14-täglich in der Weekend

## Bücher
- Aufgegabelt: Auf die Plätze. Kochen. Los. avBUCH, 2008, ISBN     978-3-7040-2300-1
- Essen kommen! 100 Prominente verraten ihre Lieblingsrezepte. Brendow Verlag, 2009, ISBN     978-3-86506-271-0 (Co-Autor)
- Kulinarischer Report  2008–2009. Kornmayer Verlag, 2009, ISBN     978-3-938173-57-2 (Co-Autor)
- Meister Kochen Leidenschaft. Wellnes-Bonusbuch, 2007, ISBN     978-3-9812024-0-3 (Co-Autor)
- Das 1x1 des Kochens – Unsere Kochschule. Tre     Tori Verlag, 2013, ISBN     978-3-941641-87-7 (Co-Autor)
- Süsser, was kochen wir heute? AT Verlag, 2014, ISBN     978-3-03800-791-3
- Meine lazy Weekendküche, Gräfe und Unzer Verlag GmbH, 2022, ISBN 978-3-8338-8653-9

## Auszeichnungen
- 16 Punkte Gault Millau – Restaurant Buberlgut
- 2009 Silberne Lorbeeren der Gastronomica Helvetica CH für sein Buch Aufgegabelt
- 2014 Wahl unter die Top 20 Köche Österreichs vom Schlemmeratlas Busche-Verlag